# Polish Open 2025 (Tennis)/Qualifikation
Dieser Artikel zeigt die Ergebnisse der Qualifikationsrunde für die Polish Open 2025 des Damentennis. Insgesamt nahmen acht Spielerinnen an der Qualifikation teil, die am 27. Juli 2025 stattfand. Vier Spielerinnen qualifizierten sich für das Hauptfeld des Turniers.

## Einzel

### Setzliste
| Nr. | Spielerin                 | Erreichte Runde     |
| --- | ------------------------- | ------------------- |
| 01. | Irene Burillo Escorihuela | Qualifikationsrunde |
| 02. | Viktória Hrunčáková       | qualifiziert        |
| 03. | Taylah Preston            | Qualifikationsrunde |
| 04. | Valentina Ryser           | Qualifikationsrunde |

Zeichenerklärung
- Q = Qualfikant
- WC = Wildcard
- LL = Lucky Loser
- ITF = qualifiziert über ITF-Ranking
- ALT = alternate (Ersatz)
- PR = Protected Ranking
- SE = Special Exempt
- r = retired (Aufgabe)
- d = Disqualifikation
- w.o. = walkover
- [ ] = Match-Tie-Break

### Ergebnisse
|  | Qualifikationsrunde |                           |   |   |   |
|  |                     |                           |   |   |   |
|  | 1                   | Irene Burillo Escorihuela | 3 | 6 | 1 |
|  |                     | Anastasia Kulikova        | 6 | 4 | 6 |
|  |                     |                           |   |   |   |
|  | 2                   | Viktória Hrunčáková       | 5 |   |   |
|  | WC                  | Nadia Kulbiej             | 1 | r |   |
|  |                     |                           |   |   |   |
|  | 3                   | Taylah Preston            | 0 | 4 |   |
|  |                     | Gabriela Knutson          | 6 | 6 |   |
|  |                     |                           |   |   |   |
|  | 4                   | Valentina Ryser           | 6 | 1 | 1 |
|  | WC                  | Urszula Radwańska         | 3 | 6 | 6 |